# Ресурсо-орієнтована економіка
Природнича ресурсо-орієнтована економіка (англ. Resource Based Economy) — це система, в якій усі товари і послуги доступні без використання будь-якого товарно-грошового обміну ( грошей, бартеру тощо). Ресурсо-орієнтована економіка (РОЕ) можлива лише в тому випадку, якщо всі природні ресурси будуть визнані спільною спадщиною всіх жителів планети.
Основні передумови теорії РОЕ полягають у тому, що планета рясніє ресурсами, необхідними для створення всяких матеріалів, а практика нормування ресурсів за допомогою монетарних методів не має стосунку до зворотних результатів для виживання людства. Термін «ресурсо-орієнтована економіка» отримав широке розповсюдження завдяки популяризації праць Жака Фреско в рамках Проекту Венера.
Під ресурсо-орієнтованою економікою в наукових роботах розуміють таку економіку, базовим чинником зростання якої є використання будь-яких ресурсів. Розглядаються варіанти підвищення ефективності такої економіки шляхом техніко-технологічного розвитку, в тім числі технологій управління цими ресурсами.
Інше поширене визначення «ресурсо-орієнтованої економіки» — це економічна система, де частка природних ресурсів становить понад 10% ВВП і 40% експорту. Такі економічні системи перебувають у великій залежності від кон'юнктури зовнішнього ринку.

## Основні ідеї
Сучасне суспільство має доступ до високих передових технологій і може забезпечити харчування, одяг, житло, медичний догляд всім жителям планети; оновлення системи освіти, а також розробки необмеженої кількості поновлюваних, таких що не забруднюють навколишнє середовище джерел енергії створять сприятливі умови для ефективного розвитку соціальної моделі нового типу, де гроші як вид розрахунку просто не матимуть сенсу, кожен зможе користуватися дуже високим рівнем життя з усіма зручностями високотехнологічного суспільства.

### Генезис ресурсо-орієнтованої економіки
З розвитком товарного виробництва і промислової революції з'являються перші фундаментальні економічні роботи, звані сьогодні класичною політекономією. Уявлення, що відповідають тому часу, наприклад, так звана невидима рука ринку, в сучасних умовах не відповідають сформованим реаліям економіки розвинених країн. Нині з все переважаючою силою в державному управлінні економікою отримує розвиток інституціональна концепція, де вітається державне втручання в економіку, відводиться важлива роль нормам управління та інститутам управління. У часи А. Сміта відсилання до невидимої руки ринку здавалося розумним, адже не було ніяких достатніх логістичних, маркетингових можливостей протидіяти стихійному розвиткові. Сьогодні, коли людство має розвинені глобальні інструменти збору й аналізу інформації, стратегічне управління стає не тільки можливим, а й кращим.
Після Другої світової війни уряд США був дуже стурбований розвитком національної економіки, адже військова промисловість більше не вимагала робочої сили в колишній кількості. Крім того, з фронту поверталися солдати, яким так само було потрібно працевлаштовуватися.
У 1953 році  Артур Бернс — голова Ради з економіки Президента Ейзенхауера сказав:
 Кінцева мета американської економіки — виробляти більше споживчих товарів. 
І тоді економіст і аналітик з роздрібної торгівлі  Віктор Лєбов 1955 року запропонував концепцію наростаючого споживання:
 Наша надзвичайно продуктивна економіка … вимагає, щоб ми зробили споживання способом життя, щоб ми перетворили купівлю та використання товарів у ритуали, щоб ми шукали душевного задоволення, задоволення нашого его в споживанні. Нам треба споживати речі, спалювати, заміщати і відмовлятися від них зі всезростаючою швидкістю.
— Journal of Retailing, Spring 1955 
Ця концепція реалізовувалася завдяки двом чинникам: «запланованому застаріванню» і «вимушеному застаріванню». У журналах з промислового дизайну 1950-х років детально і відкрито обговорювалися питання запланованого застарівання. Якщо заплановане застарівання має техніко-технологічний характер, то вимушене застарівання визначається панівною модою та масовою культурою.
З плином часу людство зіткнулося з протиріччями всезростаючих потреб і нездатністю біосфери забезпечувати їх без шкоди для неї. Це прямо ставить людство перед фактом глобальної екологічної катастрофи за умови подальшого соціально-економічного розвитку. Ці питання детально відображені в документах ООН. Так само яскравим міжнародним документом з цих питань є Хартія Землі визнана ЮНЕСКО, яка повністю ототожнює зміст Хартії зі своїми принципами і цілями.

#### «Модель Світу» 80-х
Ще в 80-х роках минулого століття на Заході під тиском енергетичної, економічної та політичної кризи середини 70-х років отримала потужний розвиток «модель світу», основні положення якої полягають у такому:
- Відмова від всякого роду «псевдопотреб», починаючи з озброєнь і закінчуючи наркотиками, в тому числі алкоголем і нікотином, а також предметами розкоші та дрібничками, які нав'язуються рекламою. Згортання галузей промисловості, що працюють на «псевдопотреби», тобто левової частки всієї промисловості.
- Повсюдний перехід до помірного раціонального харчування з відмовою від будь-яких надмірностей. Згортання хімізації сільського господарства, розгортання біологічних способів захисту рослин і домашніх тварин. Поширення садово-городних ділянок, за допомогою яких міські жителі могли б урізноманітнити свій раціон натуральними продуктами і зробити своє дозвілля, а також виховання дітей змістовнішим.
- Повсюдний перехід до скромного гігієнічного одягу (не обов'язково одноманітного) з відмовою від модних надмірностей. Принципова відмова від одягу і начиння «одноразового користування» як надмірно дорогих з погляду екології.
- Перехід на технології прання та прибирання, що виключає хімічні речовини.
- Курс на дезурбанізацію, на будівництво селищ з невеликих будинків, максимально утеплених і водночас з вельми прохолодним мікрокліматом (12-13 °С вночі, 16-18 °С вдень). Повсюдне поширення геліоустановок на даху з метою мінімізувати витрати палива на обігрів і освітлення, на приготування їжі тощо.
- Курс на згортання засобів транспорту. Пішохідна доступність місць «роботи», «купівлі», розваг. Заміна автомобіля велосипедом і на дальших дистанціях — електромобілем. Відмова від все більшої частини ділових і розважальних поїздок «за інформацією» з поширенням телевізора нового типу, який створюватиме «ефект присутності» на будь-якому видовищі, зображення текстів і малюнків з електронних сховищ інформації (замість друкованої продукції, обмеженої масштабами знищення лісів на планеті), а також здатного служити відеофоном для контактів на будь-яких відстанях.
- Згортання виробництва «надлишкової» інформації; замикання інформації, непотрібної безпосередньо людині, на систему «машина — машина».
- «Оптимізація» світового паливно-енергетичного балансу шляхом збільшення в ньому частки «чистих» джерел енергії, тобто гідравлічних, сонячних, вітряних, гео- і гідротермічних тощо електростанцій.

Все сказане вище дозволить задовольнитися лише з джерел енергії.
- «Оптимізація» світового матеріально-сировинного балансу шляхом збільшення в ньому процентної частки вторинної сировини на основі повної безвідходності виробництва і споживання з повною утилізацією тари.
- Культ розвитку особистості, культ здоров'я людини і культ природи, на що спрямовуються основні зусилля суспільства з відповідним перерозподілом зайнятих в суспільному виробництві і з відповідною орієнтацією всіх семи форм суспільної свідомості: світогляду, науки, мистецтва, моралі, права, психології , релігії.
- Повсюдне поширення дво-тридітної в середньому сім'ї при різкому збільшенні часу на спілкування батьків (взагалі дорослих) з дітьми в структурі дозвілля. Перехід до простого відтворення населення.
- Розширення участі людей у вирішенні соціальних (у тому числі глобальних проблем) з переведенням в русло суспільного життя ще однієї значної частини зусиль людей.

Найбільш яскраво такого роду тези розвивалися в книзі англійського економіста Е. Шумахера «Мале — це чудово: економіка заради людей» (1974), яка довгий час входила в першу десятку футурологічних бестселерів, хоча в ній найменше йдеться про майбутнє. Але ці тези можна зустріти також і в книгах Дж. Форрестера «Світова динаміка» (1971), Д. Медоуза «Межі зростання» (1972), М. Месаровича і Е. Пестеля «Людство на поворотному пункті» (1974), Я. Тінбергена «Перегляд міжнародного порядку» (1976) і в четвертій доповіді Римському клубу (Е. Ласло та ін. «Цілі людства» (1977)). Їм цілком присвячені три наступні доповіді Римському клубу: Д. Габор і У. Коломбо «За межами століття марнотратства» (1978), Дж. Боткін, М. Ельманджра і М. Малиця «Немає меж освіти: звужувати розрив в культурі людей» (1979), О. Джіаріні «Діалог про багатство і добробут „(1980), де автор закликає поєднувати“ спадщину, отриману людиною» (техніку) з "невідновлюваним спадком "(природними ресурсами), тобто економіку з екологією, і доводить, що «багатство» (рівень життя) лише одна з умов «добробуту» (якості життя), а аж ніяк не тотожна йому. Ті ж тези лежать в основі нашумілої книги Дж. Ріфкіна «Ентропія: новий світогляд» (1980), автор якої намагається поширити закони термодинаміки на закономірності розвитку людства («будь-який прогрес досягається за рахунок деградації навколишнього фізичного або соціального середовища»), але приходить по суті знову-таки до вищевикладеної "моделі світу «… Цей перелік можна продовжити.
Економіка індустріально розвинених країн існує як би в кредит, не вносячи відповідну плату за використовувані нею колосальні обсяги біосферного потенціалу.
Одним з факторів розвитку масового попиту є система споживчого кредитування, що отримала стимулювання на державному рівні в особі Президента США Рейгана. У 2008 році вибухнула фінансово-економічна криза. Політика всіх минулих років стала неможливою, оскільки кредитна система досягла мінімуму облікової ставки, а борги досягли таких обсягів, що розплатитися по них не уявляється можливим.
Сучасна грошова і банківська система потребує реформування. Але не тільки вона, а й економіка загалом. На думку російського економіста Михайла Хазіна, в іншому випадку економічна криза, посилена екологічною кризою, призведе світ до глобальної катастрофи і ймовірно Третьої світової війні.
| Тоді | Зараз |
| У 1923—1926 роках спостерігалося бурхливе економічне зростання. Рівень чистих заощаджень людей був негативним через величезні борги. Приріст інвестицій помітно випереджав зростання доходів. Майже весь попит на товари тривалого користування і нерухомість був задоволений. | У 1992—1999 роках спостерігалося бурхливе економічне зростання. Рівень чистих заощаджень людей був негативним через величезні борги. Приріст інвестицій помітно випереджало зростання доходів. Фондовий ринок летів вертикально вгору, причому на ньому грало 50% населення. |
| У 1926 році почалося падіння ринку нерухомості і скорочення виробничих інвестицій. | У 2000 році почалося падіння фондового ринку і скорочення виробничих інвестицій. |
| У 1927 році ФРС США різко розширила кредитну емісію. | У 2001 році ФРС США різко знизила процентні ставки, тим самим викликавши зростання кредитної емісії. |
| У 1928—1929 роках фондовий ринок продемонстрував найпотужніше зростання. Всього акціями торгувало близько 25% населення. | У 2001–2002 роках ринок нерухомості продемонстрував найпотужніше зростання. Майже весь попит на товари тривалого користування і нерухомість був задоволений. |
| У першій половині 1929 зафіксоване деяке зростання споживчого попиту. | Наприкінці 2002 — початку 2003 року зафіксовано деяке зростання споживчого попиту. |
| У наприкінці 1929 року стався крах фондового ринку, після якого почалося закручування спіралі дефляційного колапсу. | Далі буде? |

Крім усього іншого, сучасна грошова система має низку негативних соціально-економічних характеристик. Гроші більше не є механізмом досягнення цілей і перетворилися на самоціль, підміняючи собою весь процес мотивації. Зокрема Н. Н. Зарубіна — доктор філософських наук, пише:
 Прагнучий до знань, до творчості або до влади, до активності або до спокою, до сімейного благополуччя або до розваг, — при всьому мислимому розмаїтті можливих цілей і мотивів, спочатку повинен подбати про гроші. Будучи абсолютним засобом, гроші стають і абсолютною метою, позбавляючи всі інші цілі їх самостійної цінності та значущості.

Гроші виявляють властивість відчужувати власне соціальну та культурну мотивацію, паралізуючи, таким чином, волю людини. 
Вартісна форма праці в суспільних відносинах призводить до неможливості усунення експлуатації людини людиною при будь-якому соціально-економічному ладі, де вартісна форма збережена.
 Експлуатація не може бути усунена в суспільстві, де не подолана вартісна форма і не знято відношення збільшення вартості. Якщо соціалістичні відносини СРСР були визначальними і робоча сила не мала форми товару, що можливо тільки в умовах безпосередньо усуспільненого виробництва, то винагорода не могло мати вартісної форми. Відхилення від винагороди за відпрацьований час тоді, коли суспільна потреба в сукупному матеріальному продукті не задоволена, буде являти собою експлуатацію. Якщо ж винагорода за працю зберігає вартісну форму, то це означає, що оцінюється не праця, а вартість робочої сили. Стало бути в суспільстві зберігаються відношення державного капіталізму. Одержавлення в цьому випадку означає зміну форми експлуатації. І тоді ні царююча в суспільстві ідеологія, ні офіціозна наука не можуть бути вище, ніж економічний лад суспільства.
— Курцева Г.В. Pro et Contra. - № 1 (36) березень 2002 р.
Грошова система, як і економіка в цілому, не тільки може, а й повинна реформуватися, як це і відбувалося протягом всієї історії. Але ніхто не в силах виключати, що об'єктивний розвиток створить всі передумови для повної відмови від грошей.
 Зрештою, настане момент, коли завдяки дуже високій продуктивності праці і науково-технічним досягненням, витрати на виробництво товарів масового попиту стануть в такій економіці настільки низькі, і самі товари зможуть виготовлятися в такому достатку, що від грошової системи, як механізму розподілу матеріальних благ, можна буде в принципі відмовитися.
— Дмитрий Голубовский. Социал-капитализм — будущее мировой экономики
Такий розвиток повинен йти хоча і швидко, але стабільно і поступально. Наприклад, одним з кроків до реформування може послужити скасування в банківській системі часткового резервування та позикового відсотка. Регулювання грошової маси відповідно до готівкової вартості всіх товарів і послуг, попиту та пропозиції в економіці. Так, наприклад, існує концепція вільних грошей розроблена Сильвіо Гезелль, що припускає використання грошових коштів лише як інструменту обміну, без позичкового відсотка. Перше практичне застосування дана концепція отримала в 1932 році в Австрії, де зарекомендувала себе настільки добре, що нею стали цікавитися понад 300 австрійських громад. Пізніше Національний банк Австрії угледівши в цьому загрозу своїй монополії заборонив випуск вільних грошей. Гезелль після закінчення Першої світової війни

Незважаючи на те, що народи дають священну клятву затаврувати війну на всі часи,
незважаючи на заклик мільйонів: «Ні війні!», всупереч всім надіям на краще майбутнє
я повинен сказати: якщо нинішня грошова система збереже процентне господарство,
то я наважуся стверджувати вже сьогодні, що не мине й 25 років, і ми стоятимемо перед обличчям нової,
ще більш руйнівної війни. Я дуже чітко бачу розвиток подій.
Сьогоднішній рівень техніки дозволить економіці швидко досягти найвищої продуктивності.
Незважаючи на значні втрати у війні, буде відбуватися швидке утворення капіталів,
які внаслідок надмірності пропозиції знизять відсотки.
Тоді гроші будуть вилучені з обігу. Це призведе до скорочення промислового виробництва,
на вулицю будуть викинуті армії безробітних … У незадоволених масах пробудяться дикі,
революційні настрої, знову проб'ються отруйні паростки наднаціоналізму.
Жодна країна не зможе більше зрозуміти іншу, і фіналом може стати тільки війна.

Тим не менше, після закінчення Другої світової війни, яку фактично спрогнозував Гезелль, найпотужніша на сьогоднішній момент система вільних грошей — швейцарський WIR, заснована в 1934 році як механізм подолання кризи платежів, спровокована великою депресією, був змушений з ідеологічних причин відмовитися від теорії Гезелля і ввести позичковий відсоток.
Іншими рішеннями може бути введення гарантованого прибутку. Гарантований прибуток — це прибуток, отримання якого практично не залежить від складних умов, який забезпечений у будь-якому разі. Цю ідею підтримували передові економісти, включаючи тих, хто пізніше отримав нобелівську премію. Мартін Лютер Кінг писав:
 Тільки короткозорість не дозволяє нам гарантувати мінімальний річний, а головне, достатній прибуток кожній американській родині. — Мартін Лютер Кінг. Гарантований дохід у США
Необхідно забезпечити безкоштовний громадський транспорт, медичні послуги, послуги ЖКГ, житло і освіту (у тому числі вищу).
Державне оподаткування необхідно скасувати. Сьогодні надання безкоштовного медобслуговування в Європі та інших країнах забезпечується за допомогою оподаткування. Насправді даний інструмент не потрібен. Ми платимо податки, вважаючи, що тим самим допомагаємо державі взяти на себе відповідальність за турботу про суспільство. Насправді, уряди всіх країн «роблять гроші з повітря», і коли їм заманеться. Якби система оподаткування працювала як потрібно, то не виникало б бюджетного дефіциту.
Розвиток місцевої економіки. Державна програма оснащення підприємств і громадян «фабрикаторами» (3D-принтерами). Сучасний фабрикатор не перевищує розміри лазерний принтер. Призначений для виготовлення з пластику виробів домашнього і дрібного господарства. Можливе використання вторсировини.
Проект нанофабрик. Масове виробництво об'єктів з наперед заданою атомарною структурою. Це можуть бути як біомолекули, НЕМС, компоненти наноелектроніки, нанороботи, продукти харчування, друга така ж нанофабрика і взагалі все що завгодно.
А корпорації необхідно перевести під суворий контроль суспільства і держави.
Соціалізація економіки є об'єктивною рисою світової економічної трансформації. В її основі лежить все більш тісна інтеграція приватних і громадських почав, властива сучасній змішаній економіці. Перш за все, вона визначається в соціальній переорієнтації виробництва, гуманізації праці і життя людей, пом'якшенні соціальної диференціації і зростанні значення соціальної сфери, інших явищах і процесах.
Таким чином, можливий поступальний перехід до ресурсо-орієнтованої економіки, в рамках сталого розвитку.
 В даний час в світі, по суті, відбувається драматичне зіткнення різних концепцій, ідеологій розвитку: «неконтрольованого розвитку» («невидимої руки» ринку); «структурної перебудови» (адаптації ряду сегментів світової економіки до потреб глобального ринку); неосоціального «сталого розвитку» (що поєднує економічну діяльність з вирішенням соціальних та екологічних проблем) і, нарешті, форсованого «надрозвитку» (що вибирає пріоритетні напрями та акцентуючого ресурси людини, а не природи як основного джерела сучасної цивілізації).
— Неклесса А.И. Председатель Комиссии по социокультурным проблемам глобализации при Президиуме РАН. «Эколар»: комплементарная стратегия экологической ориентации развития для Африки и Мира»
Мабуть, у світовому розвитку необхідно вміло поєднувати можливості «сталого розвитку» із стратегічними резервами «надрозвитку». Але головне -революція свідомості, спрямована проти фетишизації матеріальної сфери життя. Мова йде не просто про соціальну корекцію розвитку, а про формування нового світогляду.
Такий світогляд можна визначити наступними положеннями:
1. Необхідне утвердження раціонального споживання, відмовитися від низки ілюзій суспільства споживання (невиправдано стимулюючого не тільки гіпертрофію природних, а й форсований розвиток штучних потреб), сполученого з ощадним режимом використання природних ресурсів, використанням вторсировини, технологій енергозбереження, альтернативної енергетики і т. д.
2. Необхідно підготувати і здійснити, поряд з тими що вже відбулися кардинальними політичними і соціально-економічними змінами, глобальний екологічний проект суспільства XXI ст., який забезпечив би технологічний прорив, суттєво змінює взаємини людини з навколишнім середовищем, здатний мінімізувати використання природних ресурсів і виробництво відходів, що визначає відновлення біосфери як інтегральної частини господарської активності. При цьому «зелені технології» повинні розроблятися і доопрацьовуватися з урахуванням можливості їх повсюдного використання, з тим щоб високотехнологічне виробництво не мало дискримінаційного характеру і не доповнювалося наявністю ареалів низьких та брудних технологій, які зводять нанівець досягнутий прогрес. На цьому шляху існують серйозні перепони у вигляді сформованої геоекономічної реальності, типології поділу праці і господарських зв'язків, прагнення до отримання надприбутків за рахунок обмеження доступу до результатів науково -технологічної революції.

### Роботизація та автоматизація ручної праці людини
У тенденції експоненціального зростання у розвитку інформаційних технологій, робототехніки та комп'ютеризації, стало очевидно, що людська праця все більш і більш неефективна у виконанні вимог, необхідних для населення нашої планети. З початку промислової революції, ми стали свідками посилення тенденції до «технологічного безробіття», де люди замінені машинами в складі робочої сили. Ця тенденція створює схильність витісняти працівника, а отже і споживача, що знижує споживання. Це вельми конфліктно, у зв'язку з довгостроковою перспективою зайнятості.
З розвитком людського суспільства його діяльність все більше технологізується. Розкривається соціогенна функція технології у впливі на соціальні структури та їх трансформацію, еволюцію. аграрно-реміснича є першою соцітехнологічною революцією. Друге — індустріальна революція. Нині суспільство схильне до третьої соціотехнологічної революції — інформаційно-комп'ютерної. ІКР радикально трансформує суспільство, змінюючи не тільки матеріально-технічну базу, а й духовну сферу, виробництво знань.
ІКР, або інформаційне суспільство не можна вважати певною альтернативою соціалізму або капіталізму, як і індустріальне суспільство, в рамках якого розвивалися різні соціально-економічні формації.
Наведемо слова всесвітньо відомого економіста В. Леонтьєва:
 Якщо когось запитати, яка сила за останні двісті років внесла більший, ніж всі інші, внесок у феноменальне економічне зростання, він скаже — технологічний прогрес. 
Леонтьєв стверджує, що автоматизація, прискорений технологічний розвиток, скорочуючи загальне число наявних робочих місць у всіх секторах економіки, не створює таку ж або навіть більшу кількість нових, як це заявляли багато теоретиків в часи луддитів.
У розвинених країнах світу роботизація та автоматизація фізичної та інтелектуальної праці в осяжному майбутньому піднімуться на якісно новий рівень.
Жак Фреско писав так:
 Розвинені країни світу все більше і більше застосовують автоматизацію, щоб зберігати свою конкурентоспроможність на світовому ринку. У підсумку, безліч людей втрачають свою роботу і не можуть забезпечувати свої сім'ї. З автоматикою і кібернетикою, що працює на повну потужність, машини скоро можуть замінити не тільки промислових робітників, але і вчених-фахівців. 
Жак Фреско стверджує, що поступовий перехід прийняття рішень від людини до штучного інтелекту є наступним етапом соціальної еволюції. При переході до РОЕ буде потрібна праця безлічі фахівців з самих різних наукових напрямків. Але з плином часу об'єктивний розвиток переведе управління монотонними процесами соціально-економічного життя суспільства під крило штучного інтелекту.
У книзі «Філософія комп'ютерної революції» Академік РАН Ракітов А. І. пояснює генезис радикальних соціальних трансформацій.
 … потрясіння, пов'язані з початком соціально-технологічних революцій, свідчать не стільки про її безперспективність, скільки про приреченість звичних соціокультурних структур, норм повсякденного життя, про нестійкість і неминучий крах застарілих раціональностей і суспільно-політичних інститутів. 
Дійсно, багатство суспільства входить у пряму залежність від загальної продуктивності праці на основі застосування досягнень науки і техніки. З іншого боку зростання багатства суспільства стає все менш залежним від кількості робочого часу і чисельності зайнятих у галузях матеріального виробництва. Зрештою процес праці буде повністю автоматизований. Людська праця набуде виключно творчий характер, в тому числі у формі розробки автоматизованих систем управління і контролю за виробничими процесами
Цікаво, що в СРСР державна програма з розвитку автоматизації була прописана в Конституції:
 Держава дбає про поліпшення умов і охорони праці, її наукову організацію, про скорочення, а надалі і повне витіснення важкої фізичної праці на основі комплексної механізації та автоматизації виробничих процесів у всіх галузях народного господарства. — Стаття 21 Конституції СРСР 1977 року
Як наслідок процес глобальної інформатизації змінить всі сторони життя людського соціуму. А критерій соціального прогресу не що інше, як міра свободи, яку суспільство здатне надати людині. Перш за все, і в першу чергу свобода самореалізації, творчої самореалізації в самих різних науках і мистецтвах. І тепер ми легко можемо простежити взаємозв'язок науково-технічного і соціального прогресу.
Але ми не побачили б такого прогресу, якби він не спирався на індивідуальну ініціативу, активну участь індивідів в економічному та соціальному житті суспільства.
У суспільстві, де відбувається перетворення вільного часу індивіда в багатство, в тому сенсі, що чим його більше, тим суспільство багатше, таким багатством стає сама людина.
Творча самореалізація, різноманітна позитивна діяльність розвиває людину. Вільний час, присвячений самому собі, своєму «я» — робить людину більш розвиненою і досконалою. Споживаючи у вільний час, люди думають не тільки про роботу, вони шукають чогось нового, раніше незвіданого. І чим більша свобода власної самореалізації доступна кожній людині, тим більший потенціал розвитку має все суспільство. Дійсно, хіба не це є метою всього розвитку людського суспільства, якщо, звичайно, під цим розуміти розвиток самої людини, а не щось інше?
У 2016–2025 рр. очікується новий виток посилення ролі електроніки в житті суспільства. А промислове виробництво все більше буде трансформуватися, переходячи від традиційного машинобудівного виробництва до мікроелектронно-фармацевтичного.

### Стратегія технологічної глобалізації
Ми живемо в симбіозі / синергетичної, планетарної екосистемі. Причинно-наслідковий баланс відображає життя планети. Ресурсо-орієнтована економіка передбачає перетворення соціальних інститутів на цій планеті в таку єдину систему.
Стихії розвитку повинна бути протиставлена розумна стратегія, стратегія розвитку загальна для людства.
М. М. Моїсеєв у книзі «З думками про майбутнє Росії» писав:
 … єдиною альтернативою дії стихійних сил «загальнопланетарного ринку» я бачу розумний цілеспрямований розвиток планетарного суспільства, сенс якого людям ще доведеться осмислити і розшифрувати. І ця розшифровка стане найважливішим змістом фундаментальної науки. Причому гуманітарної, але такої, що спирається на цілий ряд нових природничо-наукових досліджень. У всякому разі, стихійний процес самоорганізації повинен увійти в якесь русло з вельми жорсткими берегами, які визначаються можливістю передбачати ті небезпеки, які очікують людство і тими можливостями, якими володіє людство … 
Дійсно, сьогодні ми вже бачимо все активніший розвиток найрізноманітніших стратегій розвитку людства як в документах ООН та інших міжнародних організацій, так і в різних міждержавних актах або навіть корпоративних транснаціональних угодах.
Сьогодні у світі діють «Міжнародна карта розвитку напівпровідникових приладів». Це, по суті, програмний документ розвитку, що визначає головні показники розвитку мікроелектроніки до 2018 р. і щорічно оновлюється. У відповідності з цією програмою, країни з передовою електронікою звіряють досягнуті технологічні рівні і здійснюють формування програм розвитку.
Зокрема, в «Стратегії розвитку електронної промисловості Росії» підкреслюється, що необхідний плановий розвиток електроніки і визначальна роль держави в її фінансовій та організаційній підтримці.
Людство підійшло до межі неминучої цивілізаційної перебудови, перебудови всіх звичних нам начал. Менталітет людини, багато характеристик його психіки, більше не відповідають новим умовам життя і повинні бути змінені, точніше, подолані відповідним вихованням, системою нових табу, тобто затвердженням нової моральності.
Людська цивілізація виживе, у неї є шанс для подальшого розвитку. Але тільки якщо економіка перестане бути деміургом сучасного суспільства, коли вона знайде те місце, яке їй уготовано Природою, — підтримувати існування Людства, а не визначати його історію, коли сходження до Розум у зробиться дійсно головною метою нашого біологічного виду.
Жак Фреско в своїй електронній книзі «Проектування майбутнього» писав:
 … з нашими технологіями ми могли б усунути більшість суспільних проблем. Хіба сучасні технології не можуть виробляти необхідну кількість їжі, одягу, житла та інших матеріальних благ для кожного, якщо використовувати їх розумно? Що заважає нам у досягненні цього? Технології мчать вперед, але наше суспільство все ще міцно тримається за концепції і методи, винайдені багато століть тому. 
За об'єднання і формування глобального суспільства виступає Хартія Землі, розроблена ще в 1987 році. Відповідно до Хартії, таке суспільство має об'єднатися на основі поваги до природи, прав людини, економічної справедливості і культурі світу. У цьому прагненні вкрай необхідно, щоб народи Землі проголосили відповідальність один перед одним, перед великим співтовариством всього живого і перед майбутніми поколіннями.
Раніше соціалістичний інтернаціонал у своїй франкфуртській декларації (1951) проголосив вимогу: «Система необмеженого національного суверенітету має бути подолана». Через десять років, у декларації 1962 р., цю вимога була уточнено: «Кінцева мета партії Соціалістичного інтернаціоналу — не менше, ніж Світовий Уряд».
Мабуть, сама історія людства об'єктивно ставить питання про глобальний планетарний союз всіх народів Землі. Такий союз, покликаний забезпечити стратегічний соціально-економічний розвиток людства, очевидно, потребуватиме розвиненої технологічнох бази, що сприяє глобальному контролю і управлінню економікою.
«Проект Венера» Жака Фреско декларує принципи технологічного базису, який зробить можливим реальне єдине планетарне суспільство з високим рівнем життя кожної людини з урахуванням всіх вимог до такого суспільства Хартії Землі та інших позитивних міжнародних декларацій.
Необхідно укласти всесвітній загальнообов'язковий договір між різними країнами і корпораціями про охорону природних багатств. Необхідна наявність контролюючого органу, який буде неупереджено стежити за рівнем використання, виснаження і наявності ресурсів.
Таким чином, з'явиться можливість створення незалежної бази даних по галузях, яка, в подальшому, розвинеться в глобальну систему управління ресурсами. Інфраструктура міст зміниться: з'являться центри моніторингу ресурсів і технологічних розробок, які представлятимуть так звану «державу» в майбутньому.

### Відсутність власності— суспільний доступ
Поняття відсутності особистої власності, для більшості людей сьогодні є досить новою соціальною концепцією
До неолітичної революції, майнових відносин не існувало, в тому вигляді, які ми сьогодні маємо. Також не було грошей, і навіть торгівлі в деяких випадках. Все, що було видобуто збиранням і полюванням, тут же було освоєно на місці. Тільки після того, як виникло сільське господарство, виникли і суднові торгові експедиції, торгівля ресурсами тощо, аж до сучасної влади установ і корпорацій. Так власність стала, такою, якою ми її знаємо сьогодні.

### «Розумні» і «зелені» міста
Кожне місто являє собою систему, де всі потреби виробництва модульно вбудовані в комплекс міста. Наприклад, поновлювані джерела енергії, розташовані поблизу зовнішнього периметру. Виробництво продуктів харчування проводиться ближче до центру міста, в промислових теплицях. Це дуже відрізняється від «глобалізованої» економіки, заснованої на марнотратстві праці та обурливої кількості енергії і ресурсів через непотрібні транспортування і обробки, як нині.
Екологічна криза, що все виразніше виявляється з плином часу, змушує людство шукати оптимальні стратегії свого розвитку. Можна виділити два превалюючі напрямки в питанні вибору такої стратегії: «екологічний консерватизм», жорстко обмежує розвиток промислової сфери, піддає сумніву саму правомочність її існування, і «сверхіндустріалізм» (почасти виявляє себе в концепціях інформаційного суспільства), де робиться ставка на прорив сучасної економіки в постіндустріальний світ, де ймовірно значною мірою знімається гострота ситуації, що створилася.
Промислово розвинені країни відчувають трансформацію, що характеризується наступними ознаками: наукоємність; капіталомісткість; переважний розвиток енерго- та ресурсозберігаючих видів виробництв, технологій та продукції, включаючи масштабну індустрію послуг; висококваліфікована робоча сила; високий ступінь екологічної захищеності.
Одним з видимих горизонтів такого розвитку є багатопрофільний моніторинг навколишнього середовища. Іншими словами розвинені сенсорні системи, підключені до штучному інтелекту (експертної системи).
Людство вже сьогодні переходить до особливої соціоекономічної реальності — системи «екополісів» («Eco-city», "Smart-city ", «Стабільне місто»). Екополіси, за допомогою відповідної інформаційно-комунікаційної інфраструктури, можуть об'єднатися, створивши локальні «зони стабільності».
Такі екополіси можна охарактеризувати синтезом 4 факторів:
1. Економіка рекреації, що включає соціальний захист і реабілітацію, що забезпечує інфраструктуру соціального життя населення.
2. Мікроелектронно-фармацевтичне виробництво. Для прикладу можна виділити ряд напрямів, які отримають розвиток у такому виробництві: генетичний код людини розшифрований, апарати для інвалідів, що в тому числі замінюють слух і зір, вийдуть на новий рівень, розвинеться світова мережа швидкої доставки органів для пересадки, техніка клонування неминуче призведе до великих несподіванок в застосуваннях — "діти з пробірок "стануть звичайним явищем, автоматичні перекладачі з однієї мови на іншу досягнуть такого рівня, що відпаде потреба в перекладачах-людях, вплив фармацевтичної промисловості та її продукції на повсякденне життя стане у багато разів сильніше, посилиться вплив генетично зміненою їжі.
3. Економіка знань, когнітивна економіка. Це економіка науки і мистецтв, що реалізує інтелектуально-творчий потенціал людини, що об'єднує в єдине ціле виховання і освіту, а також високопродуктивну інноваційну діяльність. Сфера мистецтва, представляє один з ключових просторів постінформаційного «креативного суспільства». Трансформація глибинних основ сучасної науки найтіснішим чином пов'язана з перетворенням її на безпосередню продуктивну силу.
4. Зелена економіка. Інфраструктура альтернативної енергетики, інфраструктура нової, стійкої урбанізації.

 У своїй основі мережа «екополісів» — це комбінація самоорганізованих, синергетичних систем, що базуються на актуалізації ендогенних джерел енергії, укладених в людині, а не в природі. Тут принципова відмінність нової схеми від звичних індустріально-промислових мереж (тобто метамеханізмов, що вимагають постійного, все зростаючого припливу зовнішньої енергії). Вибір зразка розвитку визначає в кінцевому рахунку примат соціальної творчості над індустріальною експансією і навпаки.
— Неклесса А.И. Председатель Комиссии по социокультурным проблемам глобализации при Президиуме РАН, «Эколар»: комплементарная стратегия экологической ориентации развития для Африки и Мира»
Наприкінці XX століття стався науковий прорив у дослідженні мозку, комп'ютерному моделюванні елементів свідомості, стрімкий розвиток отримали математичні психологія, соціологія, історія[9]
Такі екополіси можна охарактеризувати синтезом 4 факторів:рів:
# Економіка рекреації, що включає соціальний захист і реабілітацію, що забезпечує інфраструктуру соціального життя населення.
# Мікроелектронно-фармацевтичне виробництво. Для прикладу можна виділити ряд напрямів, які отримають розвиток у такому виробництві: генетичний код людини розшифрований, апарати для інвалідів, що в тому числі замінюють слух і зір, вийдуть на новий рівень, розвинеться світова мережа швидкої доставки органів для пересадки, техніка клонування неминуче призведе до великих несподіванок в застосуванняхтова мережа швидкої доставки органів для пересадки, техніка клонування неминуче призведе до великих несподіванок в застосуваннях — "діти з пробірок "стануть звичайним явищем, автоматичні перекладачі з однієї мови на іншу досягнуть такого рівня, що відпаде потреба в перекладачах-людях, вплив фармацевтичної промисловості та її продукції на повсякденне життя стане у багато разів сильніше, посилиться вплив генетично зміненою їжі.
1. Економіка знань, когнітивна економіка. Це економіка науки і мистецтв, що реалізує інтелектуально-творчий потенціал людини, що об'єднує в єдине ціле виховання і освіту, а також високопродуктивну інноваційну діяльність. Сфера мистецтва, представляє один з ключових просторів постінформаційного «креативного суспільства». Трансформація глибинних основ сучасної науки найтіснішим чином пов'язана з перетворенням її на безпосередню продуктивну силу.
2. Зелена економіка. Інфраструктура альтернативної енергетики, інфраструктура нової, стійкої урбанізації.

 У своїй основі мережа «екополісів» — це комбінація самоорганізованих, синергетичних систем, що базуються на актуалізації ендогенних джерел енергії, укладених в людині, а не в природі. Тут принципова відмінність нової схеми від звичних індустріально-промислових мереж (тобто метамеханізмов, що вимагають постійного, все зростаючого припливу зовнішньої енергії). Вибір зразка розвитку визначає в кінцевому рахунку примат соціальної творчості над індустріальною експансією і навпаки.
— Неклесса А.И. Председатель Комиссии по социокультурным проблемам глобализации при Президиуме РАН, «Эколар»: комплементарная стратегия экологической ориентации развития для Африки и Мира»
Наприкінці XX століття стався науковий прорив у дослідженні мозку, комп'ютерному моделюванні елементів свідомості, стрімкий розвиток отримали математичні психологія, соціологія, [[історія[9]
Такі екополіси можна охарактеризувати синтезом 4 факторів:рів:
# Економіка рекреації, що включає соціальний захист і реабілітацію, що забезпечує інфраструктуру соціального життя населення.
# Мікроелектронно-фармацевтичне виробництво. Для прикладу можна виділити ряд напрямів, які отримають розвиток у такому виробництві: генетичний код людини розшифрований, апарати для інвалідів, що в тому числі замінюють слух і зір, вийдуть на новий рівень, розвинеться світова мережа швидкої доставки органів для пересадки, техніка клонування неминуче призведе до великих несподіванок в застосуванняхтова мережа швидкої доставки органів для пересадки, техніка клонування неминуче призведе до великих несподіванок в застосуваннях — "діти з пробірок "стануть звичайним явищем, автоматичні перекладачі з однієї мови на іншу досягнуть такого рівня, що відпаде потреба в перекладачах-людях, вплив фармацевтичної промисловості та її продукції на повсякденне життя стане у багато разів сильніше, посилиться вплив генетично зміненою їжі.
1. Економіка знань, когнітивна економіка. Це економіка науки і мистецтв, що реалізує інтелектуально-творчий потенціал людини, що об'єднує в єдине ціле виховання і освіту, а також високопродуктивну інноваційну діяльність. Сфера мистецтва, представляє один з ключових просторів постінформаційного «креативного суспільства». Трансформація глибинних основ сучасної науки найтіснішим чином пов'язана з перетворенням її на безпосередню продуктивну силу.
2. Зелена економіка. Інфраструктура альтернативної енергетики, інфраструктура нової, стійкої урбанізації.

 У своїй основі мережа «екополісів» — це комбінація самоорганізованих, синергетичних систем, що базуються на актуалізації ендогенних джерел енергії, укладених в людині, а не в природі. Тут принципова відмінність нової схеми від звичних індустріально-промислових мереж (тобто метамеханізмов, що вимагають постійного, все зростаючого припливу зовнішньої енергії). Вибір зразка розвитку визначає в кінцевому рахунку примат соціальної творчості над індустріальною експансією і навпаки.
— Неклесса А.И. Председатель Комиссии по социокультурным проблемам глобализации при Президиуме РАН, «Эколар»: комплементарная стратегия экологической ориентации развития для Африки и Мира»
Наприкінці XX століття стався науковий прорив у дослідженні мозку, комп'ютерному моделюванні елементів свідомості, стрімкий розвиток отримали математичні психологія, соціологія, [[історія. Виникло поняття когнітивних технологій.
Когнітивні технології — способи і алгоритми досягнення цілей суб'єктів, які спираються на дані про процеси пізнання, навчання, комунікації, обробки інформації людиною і тваринами, на уявлення нейронауки, на теорію самоорганізації, комп'ютерні інформаційні технології, математичне моделювання елементів свідомості, ряд інших наукових напрямів, ще недавно належали до сфери фундаментальної науки.
Ще жодна галузь розвитку людства не відчувала такої швидкості свого розвитку як комп'ютерні технології. Нинішні комп'ютери рахують в 250 мільярдів разів швидше, ніж піонери електронної обчислювальної техніки. А адже саме комп'ютерні технології розкрили можливості розвитку когнітивних технологій. Тут стає зрозумілим, що когнітивні технології здатні вирішити завдання досягнення нової якості управління все більш складним і все більш нестабільним світом.
Одним з напрямків застосування комп'ютерних технологій були автоматизовані системи управління. АСУ загальнодержавної автоматизованої системи управління (ЗДАС) в СРСР розроблялася Академіком В. М. Глушковим. Але, на жаль, як показали дослідження Академіка М. М. Моїсеєва в Обчислювальному центрі АН СРСР (нині ОЦ ім. А. А. Дородніцина РАН) така система не давала потрібних результатів. Причина полягала в недоступності актуальної інформації про довкілля в режимі реального часу, що фактично робило реалізацію оптимальних з точки зору прикладної математики рішень або неможливим, або ставило відповідні соціально-економічні структури, які мали б реалізувати ці рішення, у вкрай невигідні положення. Соціально-економічні механізми виявилися і далеко неочевидними, і набагато гірше вивченими, ніж традиційні завдання планування і управління, в яких немає «людської компоненти».
Аналогічні складнощі виникали у дослідників даних питань у всьому світі.
Але останнім часом дане завдання може бути вирішене завдяки розвитку когнітивних технологій. Основою для впровадження когнітивних технологій є наявність гігантської інформаційно-телекомунікаційної інфра-структури від глобального до локального рівня.
У наш час стало очевидно, що грошей як універсального інструменту узгодження ринкових інтересів вже не достатньо. Поточна світова криза є системною і спричинена кризою системи управління світовим господарством на всіх рівнях.
Якщо до останнього часу в світі було вигідніше залучати дешеву робочу силу, а блискучий японський досвід створення безлюдних виробництв, роботизації  автомобільної промисловості — швидше виняток, що підтверджує правило, то сьогодні відкриваються нові перспективи для робототехніки на глобальному ринку.
Іншими словами сьогодні як ніколи перед людством відкриваються можливості зведення штучних інтелектуальних систем управління соціально-економічними процесами та операціями на матеріально-технічній базі з високою часткою автоматизації в рамках екологічних, зелених мегаполісів.
Все це знаходить своє застосування в Проекті Венера Жака Фреско.

### Наука як методологія для всіх соціальних рішень
Застосування «наукового методу для вирішення соціальних проблем», є основним принципом, для основи соціальної роботи в РОЕ. Хоча очевидність застосування цього методу щодо промисловості досить зрозуміла, важливо також зрозуміти, його цінність з точки зору людської поведінки.

## Ресурси Інтернету
- Офіційний сайт руху "Дух часу"
- Жак Фреско про ресурсо-орієнтовану економіку (рос.)